# Thylakion
Thylakion is een geslacht van schietmotten van de familie Philopotamidae.

## Soorten
- T. crenophilum (S Jacquemart & B Statzner, 1981)
- T. forcipatum KH Barnard, 1934
- T. natalense (JC Morse, 1974)
- T. urceolum KH Barnard, 1934